# Naturwissenschaftliche Rundschau
Die Naturwissenschaftliche Rundschau (NR) ist eine deutsche Fachzeitschrift für Naturwissenschaften. Sie wurde 1948 gegründet und erscheint monatlich; seit Ende 2021 wird sie von der Konradin Medien GmbH in Leinfelden-Echterdingen publiziert, die das Blatt von der Wissenschaftlichen Verlagsgesellschaft in Stuttgart erworben hat. Seit 2003 fungiert die NR auch als offizielles Organ der Gesellschaft Deutscher Naturforscher und Ärzte. Die Zeitschrift ist interdisziplinär ausgerichtet und versteht sich als Mittler zwischen den einzelnen Disziplinen der Naturwissenschaften. Redaktionell betreut wird die NR von Jürgen Schönstein, der für Konradin bereits das Wissenschaftsblogs-Portal Scienceblogs.de betreut und mit der Übernahme der NR durch Konradin diese Aufgabe von Klaus Rehfeld übernommen hat.

## Konzeption
Die Naturwissenschaftliche Rundschau ist interdisziplinär ausgerichtet und versteht sich „als Mittler zwischen den einzelnen Disziplinen der Naturwissenschaften“. Sie veröffentlicht unter anderem Übersichts- und Forschungsbeiträge, Forschungsberichte, Artikel mit wissenschaftsgeschichtlichem und wissenschaftstheoretischem Inhalt, Kurznachrichten und Personalia, Buchbesprechungen und Veranstaltungshinweise. Sie unterhält eine Rubrik NR-Stichwort und in unregelmäßigen Abständen ein Diskussionsforum für kontroverse Themen. Seit 1999 veröffentlicht sie in Kooperation mit der Leopoldina deren Nachrichten zu aktuellen Themen wie zum Beispiel Stammzellenforschung und BSE. Weiter veröffentlicht sie Arbeitspapiere (z. B. Bio-, Tech- und Geomax) der Max-Planck-Gesellschaft, die vor allem Schüler als Zielgruppen haben.

### Zielgruppe
Die Naturwissenschaftliche Rundschau wendet sich gemäß eigener Angaben an kritische Leser mit wissenschaftlicher Vorbildung, die sich für Forschungen außerhalb des eigenen Fachgebietes interessieren. Die Berichterstattung ist ebenso auf Multiplikatoren ausgerichtet, die in Schule, Hochschule und weiteren Bildungseinrichtungen tätig sind. Die Zeitschrift wird Biologiestudenten im Grundstudium als begleitende Literatur zu Standardlehrwerken empfohlen.
Laut WorldCat wird die Zeitschrift in 120 Bibliotheken geführt.

### Autoren
Die Beiträge werden von Autoren oder Autorengruppen nach Vorgaben der Redaktion zu Länge, Struktur und Themenaufbereitung eingereicht. Insbesondere junge Wissenschaftler werden ermutigt, mit eigenen Forschungsarbeiten zum Inhalt der Zeitschrift beizutragen.
In der Zeitschrift publizierten auch Nobelpreisträger wie Max Perutz, Hans Adolf Krebs, Otto Hahn, Werner Heisenberg, Severo Ochoa und Linus Pauling, Manfred Eigen, Christiane Nüsslein-Volhard und Theodor Hänsch und z. B. Lise Meitner und Ernst Mayr. Die NR berichtete von Beginn an (1951) über die Nobelpreisträgertagung in Lindau.

## Geschichte und Herausgeber
Jürgen Schönstein ist seit der Konradin-Übernahme Chefredakteur der NR. Davor wurde sie zwei Jahrzehnte lang von Klaus Rehfeld herausgegeben und redaktionell betreut. 
Der erste Herausgeber war der Entomologe Hans Walter Frickhinger (1948–1955), unterstützt vom Biologen Hans Rotta (1948–1999); nach dem Tod Frickhingers 1955 wurde Roswitha Schmid (1968–1999) Mitherausgeberin. Es wurden früh in den 1950er Jahren Verbindungen zur Max-Planck-Gesellschaft geknüpft und zur Gesellschaft Deutscher Naturforscher und Ärzte sowie ab Mitte der 1950er Jahre zur Leopoldina in Halle. Damit ermöglichte sie im Kalten Krieg sowohl Wissenschaftlern jenseits des Eisernen Vorhangs zum Beispiel in der DDR an Informationen aus dem Wissenschaftsbetrieb im Westen zu gelangen als auch durch die Berichte über die Leopoldina westlichen Wissenschaftlern an Informationen über Vorgänge im Osten.
Es gab von 1886 bis 1912 schon einmal eine Naturwissenschaftliche Rundschau. Sie erschien wöchentlich im Vieweg Verlag. Die spätere Zeitschrift knüpft nach ihrem Herausgeber Klaus Rehfeld an diese Zeitschrift an.

## Kooperation
Die Zeitschrift unterstützt traditionell als Medienpartner in Form von Veranstaltungshinweisen und Kommentaren die Wissenschaftsjahre, die seit dem Jahr 2000 den Wissenstransfer mit der Bevölkerung über das Bundesministerium für Bildung und Forschung (BMBF) und die Initiative Wissenschaft im Dialog (WiD) fördern sollen.

## Bücher der Naturwissenschaftlichen Rundschau
Des Weiteren wurde 1967 bis 1985 eine Buchreihe unter der Bezeichnung: Bücher der Naturwissenschaftlichen Rundschau herausgegeben.